# Swedish Open 2023
Il Swedish Open 2023 è stato un torneo di tennis giocato sulla terra rossa. È stata la 75ª edizione del torneo maschile, facente parte della categoria ATP Tour 250 nell'ambito dell'ATP Tour 2023 e la 13ª del femminile, facente parte della categoria WTA 125 del WTA Challenger Tour 2023. Sia il torneo maschile che femminile si sono giocati presso il Båstad Tennis Stadium di Båstad, in Svezia. Il torneo maschile si è tenuto dal 17 al 23 luglio 2023, mentre quello femminile dal 10 al 15 luglio 2023.

## Partecipanti ATP singolare

### Teste di serie
| Nazionalità | Giocatore                   | Ranking* | Testa di serie |
| ----------- | --------------------------- | -------- | -------------- |
| Norvegia    | Casper Ruud                 | 4        | 1              |
|             | Andrej Rublëv               | 7        | 2              |
| Italia      | Lorenzo Musetti             | 16       | 3              |
| Argentina   | Francisco Cerúndolo         | 19       | 4              |
| Germania    | Alexander Zverev            | 21       | 5              |
| Argentina   | Tomás Martín Etcheverry     | 32       | 6              |
| Spagna      | Alejandro Davidovich Fokina | 34       | 7              |
| Argentina   | Sebastián Báez              | 46       | 8              |

- 1 Ranking aggiornato al 3 luglio 2023.[1]

### Altri partecipanti
I seguenti giocatori hanno ricevuto una wild card per il tabellone principale:
- Leo Borg
- Dragoș Nicolae Mădăraș
- Elias Ymer

I seguenti giocatori sono passati dalle qualificazioni:

- Pavel Kotov
- Jozef Kovalík
- Hugo Dellien
- Filip Misolic

### Ritiri
Prima del torneo
- Tallon Griekspoor → sostituito da  Juan Manuel Cerúndolo
- Aslan Karacev → sostituito da  Thiago Monteiro

## Partecipanti ATP doppio

### Teste di serie
| Nazionalità | Giocatore       | Nazionalità | Giocatore        | Ranking* | Testa di serie |
| ----------- | --------------- | ----------- | ---------------- | -------- | -------------- |
| Francia     | Fabrice Martin  | Germania    | Andreas Mies     | 43       | 1              |
| Belgio      | Sander Gillé    | Belgio      | Joran Vliegen    | 48       | 2              |
| Austria     | Alexander Erler | Austria     | Lucas Miedler    | 78       | 3              |
| Italia      | Simone Bolelli  | Italia      | Andrea Vavassori | 85       | 4              |

* Ranking del 3 luglio 2023.

### Altri partecipanti
Le seguenti coppie di giocatori hanno ricevuto una wild card per il tabellone principale:
- Filip Bergevi /  Dragoș Nicolae Mădăraș
- Leo Borg /  Simon Freund

### Ritiri
Prima del torneo
- Sergio Martos Gornés /  Jaume Munar → sostituiti da  Victor Vlad Cornea /  Sergio Martos Gornés
- Ariel Behar /  Adam Pavlásek → sostituiti da  Ariel Behar /  Orlando Luz
- Hugo Nys /  Jan Zieliński → sostituiti da  Diego Hidalgo /  Cristian Rodríguez

## Partecipanti WTA singolare

### Teste di serie
| Nazionalità | Giocatore         | Ranking* | Testa di serie |
| ----------- | ----------------- | -------- | -------------- |
| Stati Uniti | Emma Navarro      | 55       | 1              |
| Kazakistan  | Julija Putinceva  | 56       | 2              |
|             | Kamilla Rachimova | 72       | 3              |
| Svezia      | Rebecca Peterson  | 75       | 4              |
| Ungheria    | Panna Udvardy     | 82       | 5              |
| Ucraina     | Kateryna Baindl   | 85       | 6              |
| Stati Uniti | Claire Liu        | 93       | 7              |
| Serbia      | Olga Danilović    | 94       | 8              |
| Bulgaria    | Viktorija Tomova  | 99       | 9              |

* Ranking del 3 luglio 2023.

### Altre partecipanti
Le seguenti giocatrici hanno ricevuto una wild-card per il tabellone principale:
- Bella Bergkvist Larsson
- Jacqueline Cabaj Awad
- Nellie Taraba Wallberg
- Lisa Zaar

La seguente giocatrice è entrata in tabellone con il ranking protetto:
- Polona Hercog

Le seguenti giocatrici sono subentrata in tabellone come alternate:
- Emily Appleton
- Oana Gavrilă
- Malene Helgø

### Ritiri
- Lucia Bronzetti → sostituita da  Mirjam Björklund
- Léolia Jeanjean → sostituita da  Peangtarn Plipuech
- Anna Kalinskaja → sostituita da  Réka Luca Jani
- Sofia Kenin → sostituita da  Polona Hercog
- Nuria Párrizas Díaz → sostituita da  Irina Chromačëva
- Kamilla Rachimova → sostituita da  Emily Appleton
- Alison Riske-Amritraj → sostituita da  Malene Helgø
- Clara Tauson → sostituita da  Nigina Abduraimova
- Jil Teichmann da  Chloé Paquet
- Taylor Townsend → sostituita da  Oana Gavrilă
- Martina Trevisan → sostituita da  Louisa Chirico
- Simona Waltert → sostituita da  Darja Semeņistaja

## Partecipanti WTA doppio

### Teste di serie
| Nazionalità | Giocatore        | Nazionalità   | Giocatore          | Ranking* | Testa di serie |
| ----------- | ---------------- | ------------- | ------------------ | -------- | -------------- |
| Spagna      | Aliona Bolsova   | Estonia       | Ingrid Neel        | 120      | 1              |
| Stati Uniti | Angela Kulikov   | Stati Uniti   | Sabrina Santamaria | 130      | 2              |
| Giappone    | Eri Hozumi       | Corea del Sud | Jang Su-jeong      | 164      | 3              |
|             | Irina Chromačëva | Ungheria      | Panna Udvardy      | 174      | 4              |

* Ranking del 3 luglio 2023.

## Distribuzione dei punti e del montepremi

### Punti
| Evento              | V   | F   | SF | QF | 2T | 1T   | Q    | Q2   | Q1   |
| Singolare maschile  | 250 | 150 | 90 | 45 | 20 | 0    | 12   | 6    | 0    |
| Doppio maschile     | 250 | 150 | 90 | 45 | 0  | N.D. | N.D. | N.D. | N.D. |
| Singolare femminile | 160 | 95  | 57 | 29 | 15 | 1    | N.D. | N.D. | N.D. |
| Doppio femminile    | 160 | 95  | 57 | 29 | 1  | N.D. | N.D. | N.D. | N.D. |

### Montepremi
| Evento              | V       | F       | SF      | QF      | 2T     | 1T     | Q2     | Q1     |
| Singolare maschile  | €85,605 | €49,940 | €29,355 | €17,010 | €9,880 | €6,035 | €3,020 | €1,645 |
| Doppio maschile *   | €29,740 | €15,910 | €9,330  | €5,220  | €3,070 | N.D.   | N.D.   | N.D.   |
| Singolare femminile | €15,000 | €8,500  | €6,000  | €4,000  | €2,400 | €1,300 | N.D.   | N.D.   |
| Doppio femminile *  | $5,000  | $2,500  | $1,500  | $1,250  | $1,000 | N.D.   | N.D.   | N.D.   |

* per coppia

## Campioni

### Singolare maschile
Andrej Rublëv ha sconfitto in finale  Casper Ruud con il punteggio di 7-6(3), 6-0.
• È il quattordicesimo titolo in carriera per Rublëv, il secondo in stagione.

### Singolare femminile
Olga Danilović ha sconfitto in finale  Emma Navarro con il punteggio di 7-6(4), 3-6, 6-3.

### Doppio maschile
Gonzalo Escobar /  Oleksandr Nedovjesov hanno sconfitto in finale  Francisco Cabral /  Rafael Matos con il punteggio di 6-2, 6-2.

### Doppio femminile
Irina Chromačëva /  Panna Udvardy hanno sconfitto in finale  Eri Hozumi /  Jang Su-jeong con il punteggio di 4-6, 6-3, [10-5].